# ヒュー・ダグラス・ハミルトン
ヒュー・ダグラス・ハミルトン（Hugh Douglas Hamilton、1740年頃 - 1808年2月10日）はダブリン生まれの、肖像画家、人物画家である。ロンドンやイタリアで長く活動した。

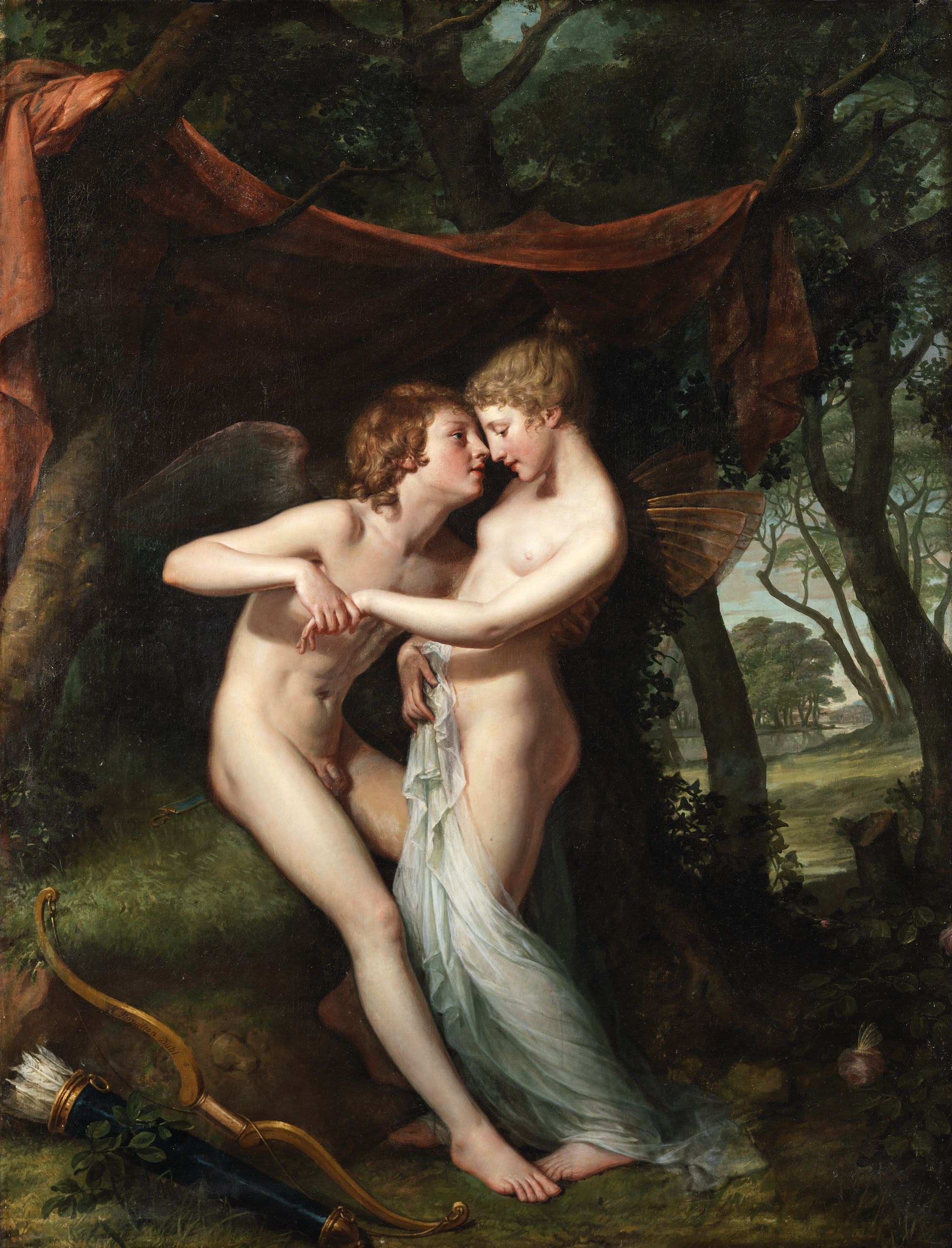
『アモルとプシュケ(Cupid and Psyche)』(蔵)アイルランド国立美術館

## 略歴
ダブリンのカツラ職人の息子に生まれた。1754年から装飾具の仕事をして、1756年には王立ダブリン協会の美術学校の装飾具の教師を務めた。地図などのデザインの仕事もした。アイルランドの銀行の創業者の一族、La Touche家と付き合い、1865年頃には一族のDavid La Toucheのパステル肖像画を描いた。
1764年にロンドンに移り、ロンドンではパステルによる肖像画家として成功した。王族や政治家や当時の上流階級の肖像画を描き、1760年代半ばから1770年代半ばまでイギリス画家協会(Society of Artists of Great Britain)やフリー・ソサイエティ・オブ・アーティスト(Free Society of Artist)の展覧会に出展した。1769年に結婚した。

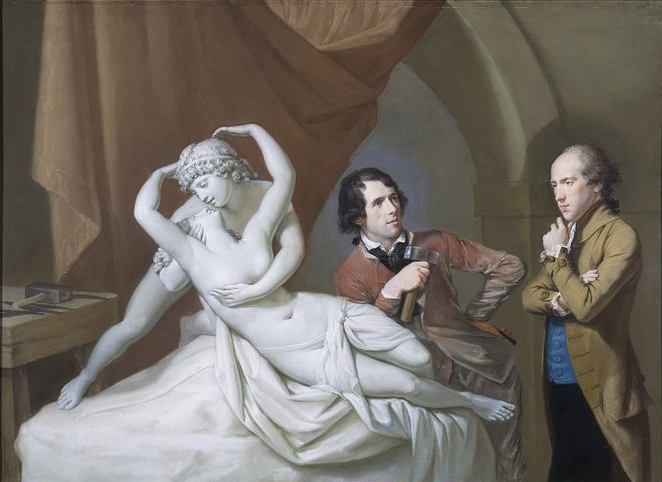
アントニオ・カノーヴァと画家のヘンリー・トレシャム

1779年頃からイタリアに旅し、1782年からローマに滞在した。1784年から1786年の間はフィレンツェに滞在し1784年にはヴェネツィアを旅した。フィレンツェの絵画アカデミー(Accademia del Disegno)の会員に1784年に選ばれた。1786年にローマに戻り、ローマには1791年まで滞在した。1788年にはナポリやポンペイに旅した。ローマで、「グランドツアー」などでローマを訪れるイギリス人などの肖像画を多く描いた。ローマではイタリアの彫刻家アントニオ・カノーヴァのアトリエをしばしば訪れ、カノーヴァの作品から着想を得た作品を描き1892年のロイヤル・アカデミー・オブ・アーツの展覧会に出展した。
1792年にローマからロンドンに戻り、その後ダブリンにスタジオを開いた。この頃はパステルを使うのを止めて、油絵を描いた。

## 作品

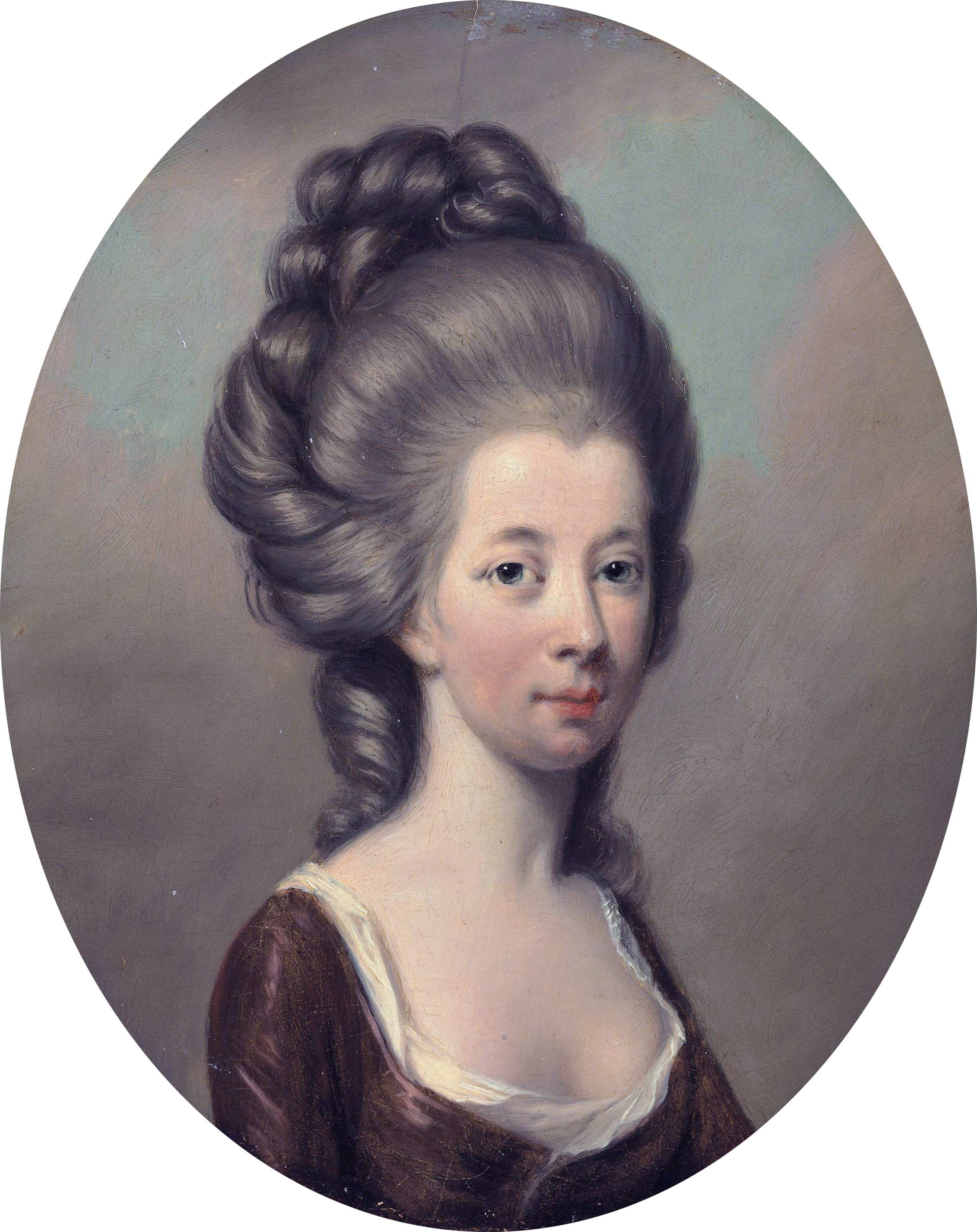
初代セント・ジョージ男爵の娘エミリア・オリヴィア
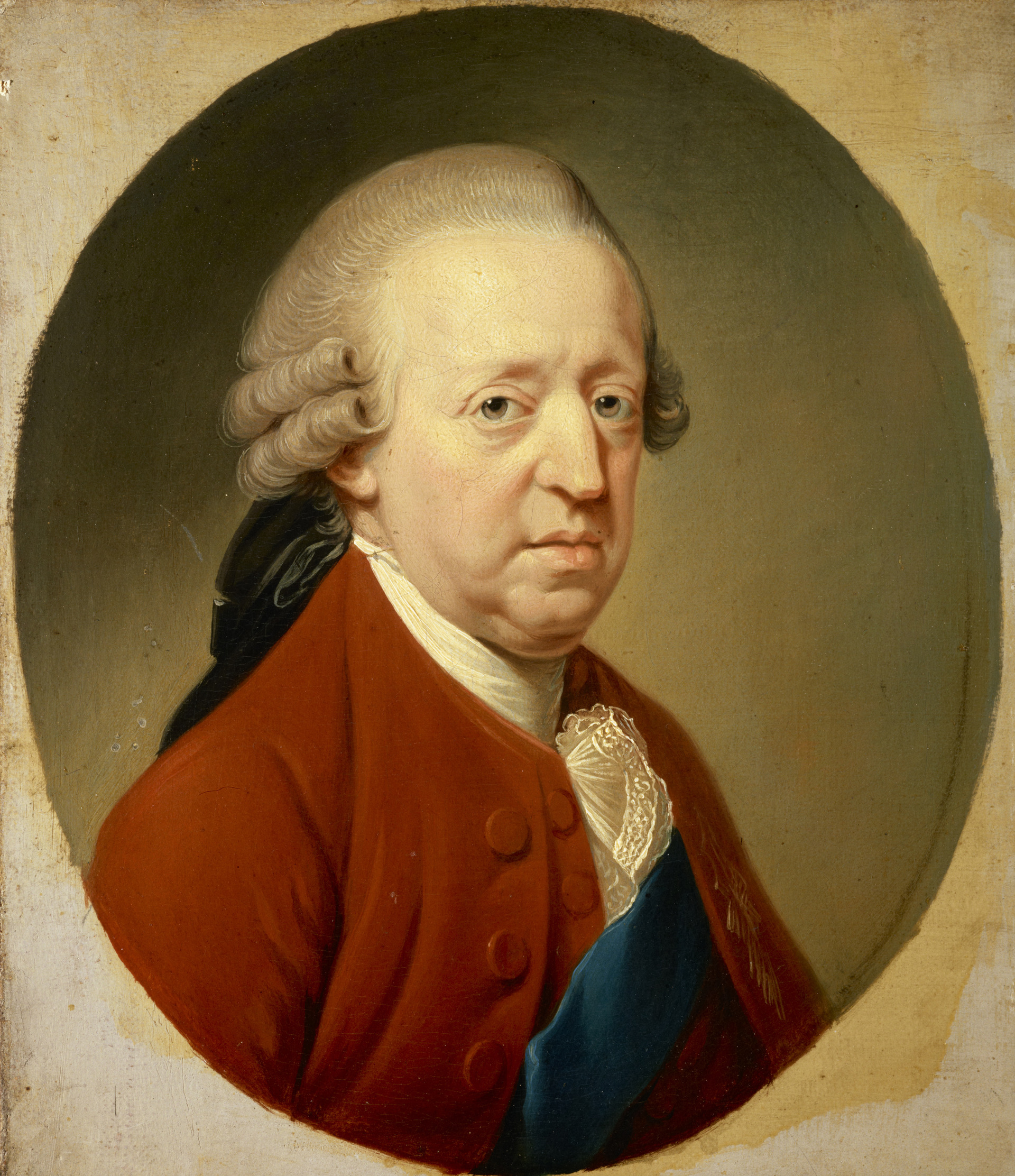
チャールズ・エドワード・ステュアート
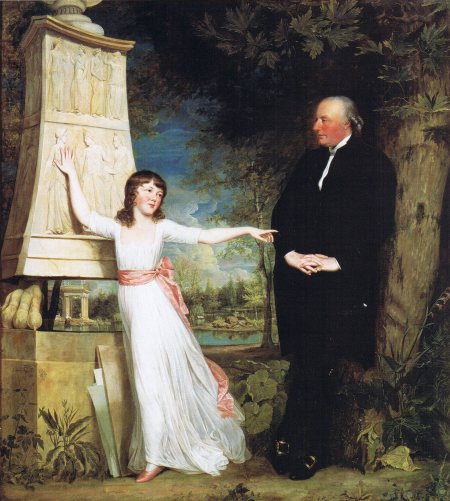
Frederick Hervey,4th Earl of Bristol と孫娘
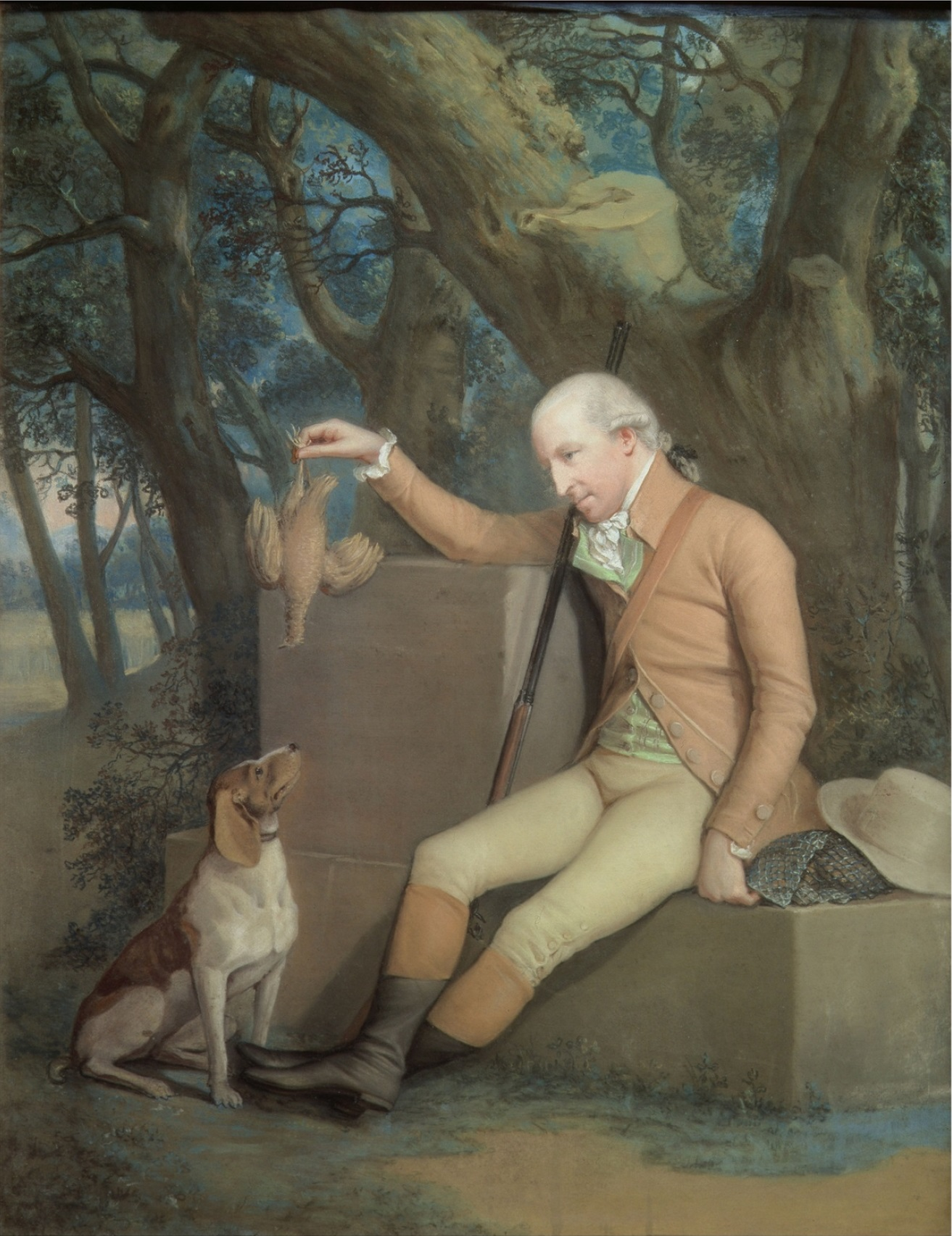
Sir Horatio Mann, 2nd Baronet